# Regione di Timbuctù
La regione di Timbuctù è una delle 8 regioni del Mali. Il capoluogo è la città di Timbuctù.
La regione di Timbuctù è divisa in 5 circondari:
- Diré
- Goundam
- Gourma-Rharous
- Niafunké
- Timbuctù